# 야밀루 콜린스
야밀루 콜린스(영어: Jamilu Collins, 1994년 8월 5일 ~ )는 나이지리아의 축구 선수로, 현재 EFL 챔피언십의 카디프 시티와 나이지리아 축구 국가대표팀에서 수비수로 활약하고 있다.

## 구단 경력

### 카디프 시티
2022년 5월 20일 콜린스는 EFL 챔피언십 팀인 카디프 시티와 계약했다. 콜린스는 "저는 카디프에 있게 되어 정말 흥분되고 빨리 시작하고 싶습니다. 그 클럽은 훌륭한 역사를 가지고 있고, 제가 카디프로 오라고 전화를 받았을 때, 저는 매우 흥분했고 저항할 수 없었습니다. 저는 새로운 시즌의 도전을 기대하고 있습니다. 목표는 프리미어리그를 위해 싸우는 것입니다. 저는 서포터들을 빨리 만나고 싶고 저지를 위해 싸우고 싶습니다."라고 말했다.

## 국가대표팀 경력
콜린스는 2018년 9월 11일 세이셸과의 2019년 아프리카 네이션스컵 예선 전을 앞두고 나이지리아 국가대표팀에 처음으로 차출되었다. 그는 하루 뒤 라이베리아와의 친선 경기에서 데뷔 전을 치렀다. 그의 자질에 대해 이야기한 후, 제르노 노 감독은 24살의 콜린스에게 우요에서 열린 리비아와의 다음 아프리카 네이션스컵 예선 전에서의 데뷔 전을 넘겨주었다. 나이지리아는 그들의 방문객들을 4-0으로 이겼고, 그의 나이지리아 국가대표팀 데뷔 전을 골로 장식할 뻔 했던 왼쪽 수비수는 인상적이었다. 그는 튀니지 스팍스에서 열린 리버스 경기에 출전했고, 나이지리아는 3-2로 승리하여 E조 1위를 차지했다.
2021년 12월 25일, 그는 어거스틴 에구아보엔 감독에 의해 2021년 아프리카 네이션스컵 최종 명단에 이름을 올렸다.